# Эштаоль
Эштаоль (ивр. יער אשתאול‎) — лесной массив в Израиле.
Лес расположен к северу от города Бейт-Шемеша, является одним из крупнейших лесных участков в Израиле.
Посажен при непосредственной поддержке Общества охраны природы и «Керен Каемет ле-Исраэль», который продолжает расширять его. Посадки деревьев организуются каждый год.

## Места для отдыха

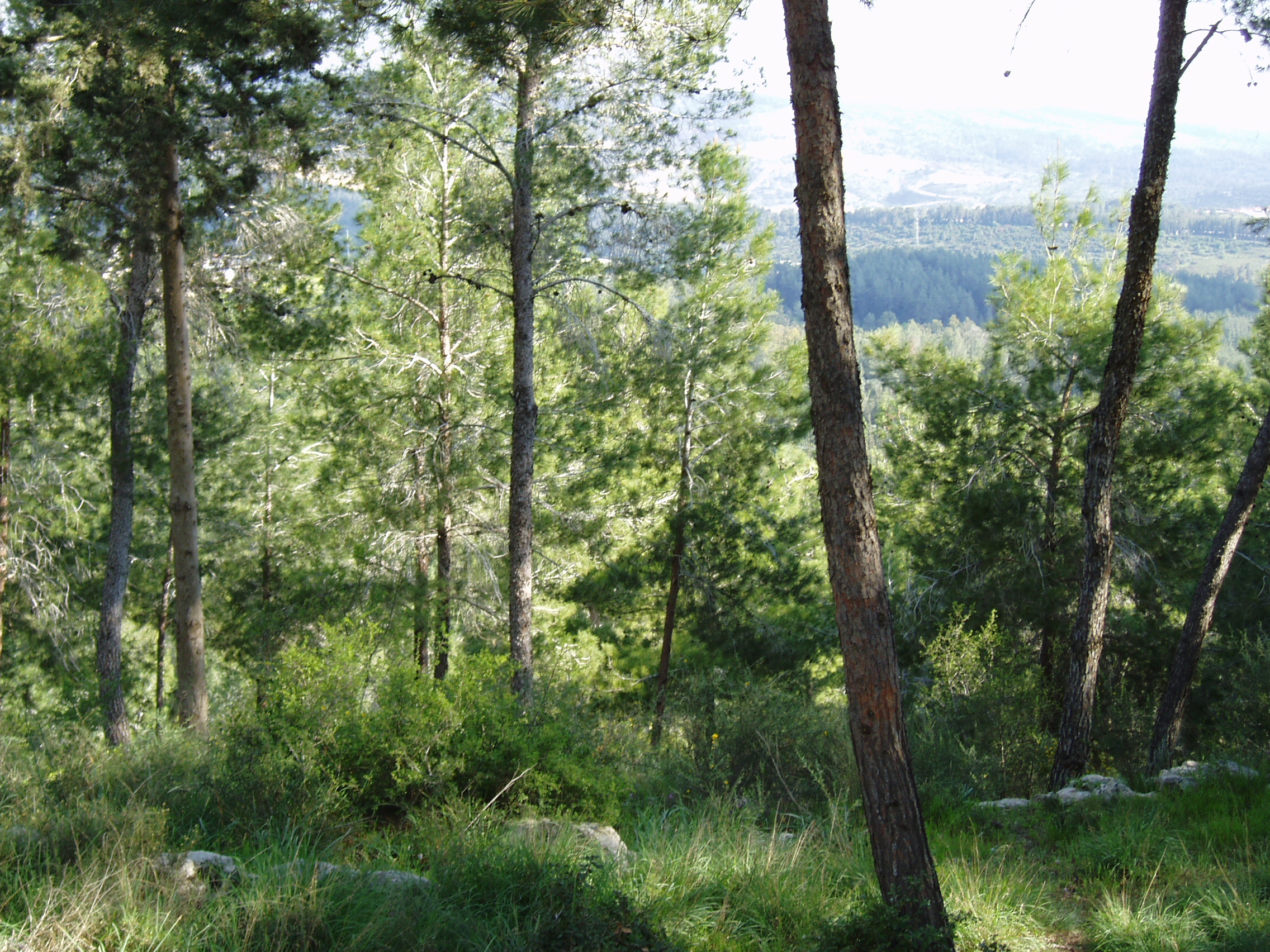

В лесу растут иерусалимская сосна, кипарисы. Является популярным местом отдыха.
В лесу Эштаоль есть 8-километровая пешеходная тропа, которая является частью гораздо более крупной Израильской национальной тропы, а также многочисленные живописные виды.
В лесу есть зона отдыха, названная в честь Бернардо О’Хиггинса, первого лидера независимой Чили. Его изображение выгравировано на лицевой стороне гигантской монеты, встроенной в скалу на этом месте.
Площадь леса составляет 12 000 дунам (12 км²).